# Chi Hu
Chi Hu (danh pháp khoa học: Trema) là một chi nhỏ trong họ Cannabaceae, trước đây được xếp trong họ Ulmaceae hoặc Celtidaceae. Chi này bao gồm các loại cây gỗ thường xanh, phân bố trong khu vực nhiệt đới và cận nhiệt đới toàn thế giới.

## Từ nguyên
Năm 1790 João de Loureiro lập ra chi Trema để mô  tả loài mới đối với ông khi đó là Trema cannabina. Trong phần từ nguyên tác giả viết "Nom. (Τρημα foramen) a nuculâ foraminibus pertusâ"  = Tên gọi. (Τρημα đục lỗ) quả kiên nhỏ đục nhiều lỗ). Như thế, nó là cách viết theo kiểu Latinh của danh từ giống trung trong tiếng Hy Lạp τρῆμα. Như thế, theo quy tắc 62.1 của ICBN Vienna 2006 thì tên gọi này phải duy trì là giống trung, không phụ thuộc vào việc sử dụng của tác giả gốc. Loureiro không giải thích ý nghĩa của tính từ định danh canabina, nhưng như thế dường như ông đã gán giống cái cho danh từ Trema và điều này làm cho các tác giả sau ông khi định danh loài đã coi Trema là danh từ giống cái để tạo ra các danh pháp tổ hợp mới như Trema orientalis, Trema tomentosa v.v. trong khi theo quy tắc của ICBN thì danh pháp đúng là Trema orientale, Trema tomentosum.

## Các loài
Các loài hiện được công nhận bao gồm:
- Trema andersonii (Planch.) Byng & Christenh., 2018. Khu vực phân bố: Đông New Guinea tới miền nam Thái Bình Dương.
- Trema angustifolium (Planch.) Blume, 1856 - Hu lá hẹp, hu lá nhỏ, hu quả đỏ. Khu vực phân bố: Từ miền nam Trung Quốc qua Đông Dương, Thái Lan tới miền tây Malesia.
- Trema cannabina Lour., 1790 - Hu đay gai, trần mai cần, rạch chiếu. Khu vực phân bố: Trong khu vực nhiệt đới và cận nhiệt đới châu Á, từ Nam Á tới Đông Á, Đông Nam Á và các đảo miền tây Thái Bình Dương.
- Trema cubense Urb., 1927. Khu vực phân bố: Cuba.
- Trema discolor (Brongn.) Blume, 1856. Khu vực phân bố: Từ quần đảo Tubuai (Raivavae) tới quần đảo Society.
- Trema domingense Urb., 1912. Khu vực phân bố: Từ miền nam Mexico, Cộng hòa Dominica, Trung Mỹ tới nhiệt đới Nam Mỹ.
- Trema eurhynchum (Miq.) Byng & Christenh., 2018. Khu vực phân bố: quần đảo Bismarck, Indonesia (Java, quần đảo Sunda Nhỏ, Maluku, Sulawesi, Tây Papua New Guinea), Papua New Guinea, Philippines.
- Trema humbertii J.-F.Leroy, 1948. Khu vực phân bố: Madagascar.
- Trema lamarckianum (Schult.) Blume, 1856. Khu vực phân bố: Florida, Cuba, Haiti, Cộng hòa Dominica, các đảo trong biển Caribe.
- Trema levigatum Hand.-Mazz., 1929. Khu vực phân bố: Miền nam Trung Quốc.
- Trema melastomatifolium (J.J.Sm.) Byng & Christenh., 2018. Khu vực phân bố: New Guinea.
- Trema micranthum (L.) Blume, 1856. Khu vực phân bố: Nhiệt đới và cận nhiệt đới châu Mỹ. Du nhập vào Myanmar và Galápagos.
- Trema nitidum C.J.Chen, 1979. Khu vực phân bố: Miền nam Trung Quốc tới miền bắc Thái Lan.
- Trema orientale (L.) Blume, 1856 (đồng nghĩa: Celtis orientalis) - Hu đay, hu đen, hu lá nhỏ, đay gỗ, trần mai đông. Khu vực phân bố: Nhiệt đới và cận nhiệt đới Cựu thế giới.
- Trema parviflorum (Miq.) Byng & Christenh., 2018. Khu vực phân bố: Indonesia (từ miền nam Sumatra tới Java).
- Trema politoria (Planch.) Blume, 1856 - Hu Ấn Độ, trần mai. Khu vực phân bố: Tiểu lục địa Ấn Độ, Đông Dương.
- Trema simulans (Merr. & L.M.Perry) Byng & Christenh., 2018. Khu vực phân bố: New Guinea.
- Trema tomentosum (Roxb.) H.Hara, 1971 - Hu đay lông, trần mai lông, gạch. Khu vực phân bố: Nhiệt đới và cận nhiệt đới châu Á tới tây nam Thái Bình Dương.

## Hình ảnh

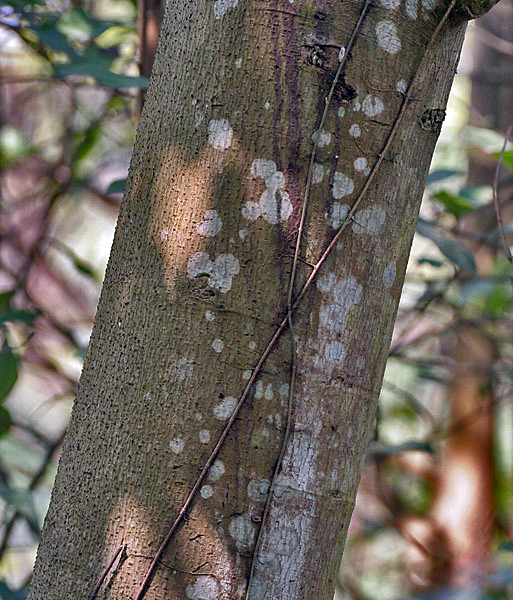
Vỏ cây T. orientale tại Kolkata, Tây Bengal, India
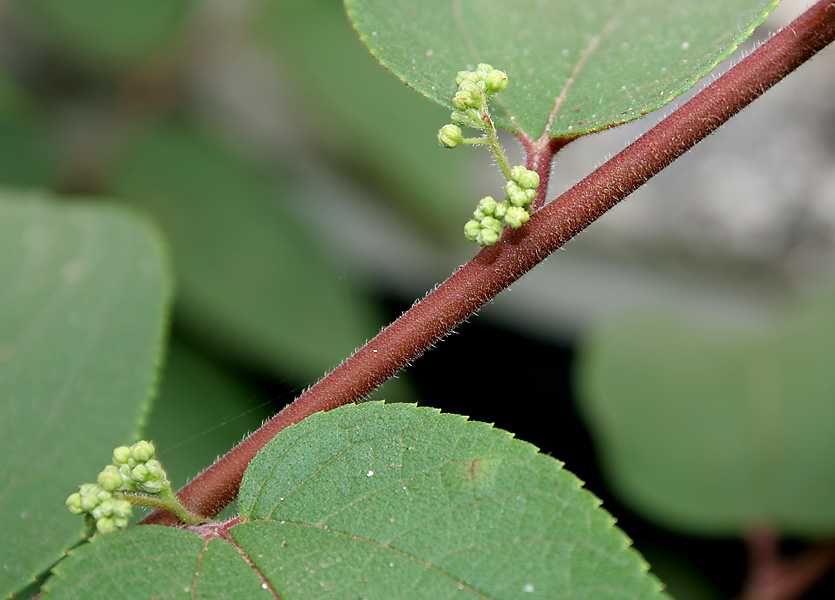
Hoa T. orientale tại Goa, Ấn Độ.
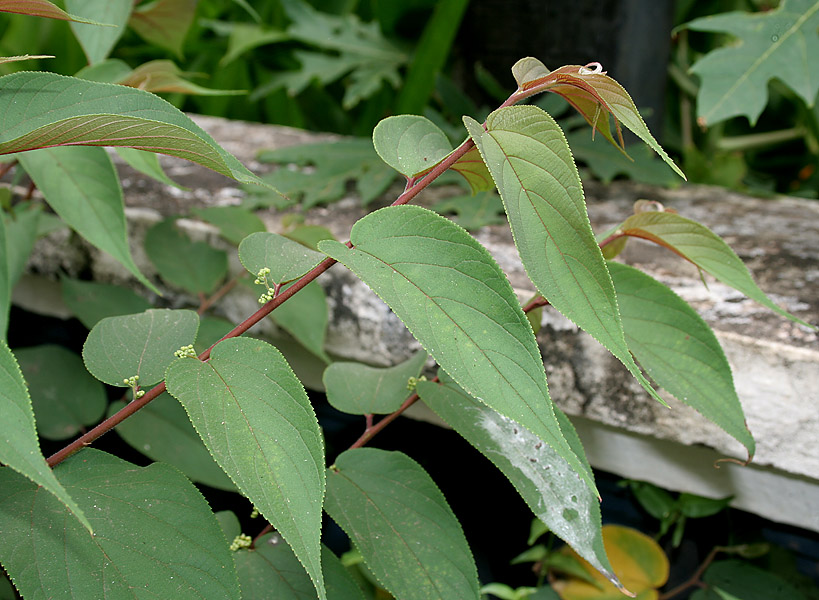
Lá T. orientale tại Goa, Ấn Độ.
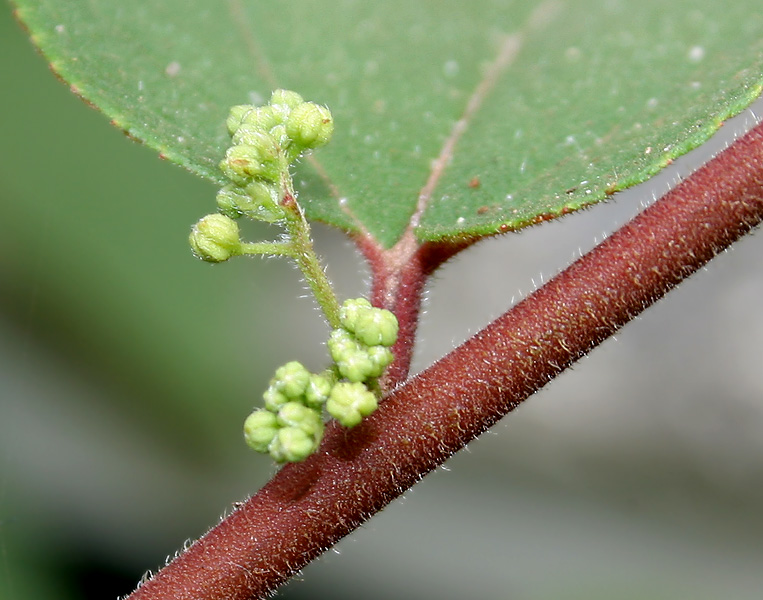
Hoa T. orientale tại Goa, Ấn Độ.
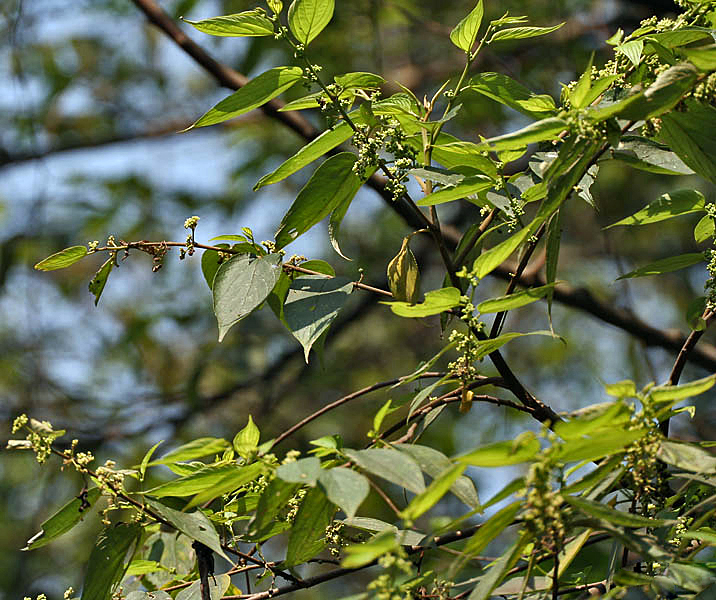
Các cành T. orientale tại Kolkata, Tây Bengal, Ấn Độ